# Ködnitz
Ködnitz er en kommune i Landkreis Kulmbach, Regierungsbezirk Oberfranken i den tyske delstat Bayern. Den er en del af Verwaltungsgemeinschaft Trebgast.

## Geografi
I kommunen ligger ud over Ködnitz, disse landsbyer og bebyggelser:
| - Ebersbach - Fölschnitz - Forstlasmühle - Haaghof - Hauenreuth - Heinersreuth - Höllgraben | - Kauerndorf - Leithen - Listenberg - Meierhof - Mühlberg - Pinsenhof |